# 昆虫的进化
昆虫的进化是指昆蟲的演化過程。昆虫起源于大约4.8亿年前的奥陶纪，大约在同一时间，陆生植物也開始出现。 昆虫被认为是由甲壳动物进化而来。  最初的昆虫並不會飛行，從大约4亿年前的泥盆纪開始，有昆蟲開始懂得飛行。 大多数现存的昆虫目下的物種是從二叠纪时期開始發展起來的。 